# 이준호 (1925년)
이준호(李濬鎬, 1925년 10월 17일~2021년 10월 22일)는 대한민국의 독립운동가이다. 본관은 전의(全義)이며 호(號)는 홍산(洪山), 산우(山芋), 불촌(佛村), 선덕화(善德花), 양향(陽鄕), 공덕주(功德主), 하종(河淙)이다.
전라북도 군산(全羅北道 群山)에서 출생한 그는 일본 도쿄 분카 중학교(東京 文化中學校) 재학 중이던 1943년 10월 동교 기숙사의 급우들에게 태평양 전쟁에서 일본의 패망은 그야말로 필연 그 자차이자 결정적인 것이니 그처럼 다가온 대한 조국 독립을 위해 항일 독립 운동 관련 투쟁을 벌일 것을 역설하면서 동지 규합에 힘을 쏟았다.
1943년 11월에 그는 동지들과 함께 대한 애국 선열의 순국 충정(殉國 忠貞)을 배우면서 민족 독립 운동 정신을 고양하는 한편 해외 독립 운동 상황에 주목하면서 대한 민족 독립 운동 관련의 방안을 모색하였다. 이때 그는 동지들에게 일제의 강압에 의해 강제 입대한 학병들이 만주국 등지에서 일군을 아예 탈출하여 대한광복군 혹은 대한독립군 대열에 편입 관련 참여하고 있다는 정보를 캐어 수집 및 유포하는 등 항일 민족 운동 관련 투쟁의 분위기를 더욱 고조시켜 갔다. 그러던 중 이들의 활동이 일경에 발각됨으로써 그는 결국 일경의 손에 피체되었다. 피체 직후 그는 일제의 모진 고문을 받다가 1945년 2월 지방법원에서 소위 치안유지법 및 육해군형법 위반으로 징역 6년형을 언도받고 옥고를 치르던 중 1945년 8·15광복으로 출옥하였다.
이후 1945년 12월에서 1947년 3월까지 한국독립당 초급행정위원 직위를 역임하였다.

## 학력
- 전라북도 군산중앙보통학교 졸업
- 일본 도쿄 분카 중학교 중퇴
- 성균관대학교 법대 1952년 졸업

### 정당 당원 관련 이력
- 한국독립당 초급행정위원(1945년 12월~1947년 3월)

## 서훈
대한민국 정부에서는 선생의 공훈을 기리고자 1983년 대한민국 대통령 표창장을, 1990년 대한민국 건국훈장 애족장을 각각 수여하였다.